# Francisco Villa, Pesquería
Francisco Villa är en ort i Mexiko.   Den ligger i kommunen Pesquería och delstaten Nuevo León, i den centrala delen av landet, 700 km norr om huvudstaden Mexico City. Francisco Villa ligger 317 meter över havet och antalet invånare är 415.
Terrängen runt Francisco Villa är platt, och sluttar brant österut. Runt Francisco Villa är det ganska tätbefolkat, med 75 invånare per kvadratkilometer. Närmaste större samhälle är Ciudad Apodaca, 17,7 km väster om Francisco Villa. Trakten runt Francisco Villa består i huvudsak av gräsmarker.